# Calamaria concolor
Calamaria concolor — вид змій родини полозових (Colubridae). Ендемік В'єтнаму.

## Поширення і екологія
Calamaria concolor відомі з типової місцевості, розташованої у національному парку Батьма в провінції Тхиатх'єн-Хюе у Центральному В'єтнамі, на висоті 1400 м над рівнем моря. Вони живуть у гірських тропічних лісах.